# Keith Islands
Keith Islands är öar i Kanada.   De ligger i territoriet Nunavut, i den centrala delen av landet, 2 900 km nordväst om huvudstaden Ottawa.